# Дядюшка Робинзон
«Дядюшка Робинзон» (фр. L'Oncle Robinson) (другие варианты перевода  — «Дядя Робинзон», «Мой дядя Робинзон») — незавершенный роман-робинзонада французского писателя Жюля Верна. Относится к числу сочинений Верна, отвергнутых издателем  Этцелем и напечатанных только в конце XX века.

## История написания
Точная дата начала работы над романом неизвестна. В 1862 году Верн заявил журналисту Феликсу Дюкенелю о своем намерении «продолжить традицию „Робинзона Крузо“». Однако, по мнению внука писателя Жан-Жюля Верна, писатель обратился к разработке этого сюжета значительно раньше, между 1852 и 1854 годами: 
Первый вариант рукописи «Дяди Робинзона» выглядит довольно старым и относится, по всей вероятности, к тому времени, когда писатель служил секретарем в Лирическом театре. Почерк такой мелкий, что разобрать его почти невозможно. Но у автора оказался другой экземпляр, очень чистый, который он сделал году в 1866, часть его была, очевидно, переписана Онориной (супруга Верна). Именно на этом экземпляре Этцель оставил в 1870 году суровые, но справедливые критические замечания».
. 
В переписке Верна с Этцелем роман упоминается начиная с сентября 1865 года: «я мечтаю написать великолепного Робинзона. Мне совершенно необходимо это сделать, это сильнее меня». В письме от 14 мая 1870 года Верн указывает, что первый том романа полностью готов (книга задумывалась как трёхтомная, однако два заключительных тома так и не было написаны). По ходу работы издатель предъявил ряд серьёзных претензий к Верну: на его взгляд, ни сюжетная канва, ни главные герои романа неспособны привлечь читательский интерес. Этцелю претил сам по себе выбор группы детей как центральных персонажей книги. Выполнить требования Этцеля Верн не захотел, выдвигая встречные аргументы: «когда задуманы три тома, приходится экономно расходовать эффектные ситуации и задумываться над кульминацией — иначе погибнешь» (письмо от 15 февраля 1871 г.). Весной 1870 года журнал «Magasin d'éducation et de récréation», где в тот период печатался роман «Двадцать тысяч лье под водой», помещает анонс нового романа Верна:
«Под названием „Дядюшка Робинзон“ автор „Детей капитана Гранта“ в надлежащий срок представит нам — на замену „Двадцати тысяч лье под водой“ — произведение, перекликающееся с „Детьми капитана Гранта“... Очевидно, что современный Робинзон, владеющий достижениями нынешней науки, сумеет преодолеть трудности жизни на острове иным образом, нежели Робинзон Крузо».
. 
В скором времени эту информацию подхватили и другие периодические издания. А отечественный журнал «Вестник Европы» в сентябре 1870 года обещал читателям, что в будущем году выйдет в свет роман «Дядюшка Робинзон» в переводе Марко Вовчок.
Тем не менее, до публикации дело тогда так и не дошло. Зато в романе «Таинственный остров» были использованы отдельные сюжетные линии «Дядюшки Робинзона».

## История публикации
Долгое время рукописные версии романа хранились в семейном архиве. Одним из первых сумел ознакомиться с ними президент ассоциации «Общество Жюля Верна» в 1935-1959 годах Жан Гермонпре, в 1955 году опубликовавший короткую презентацию романа с репродукцией первого листа рукописи. После смерти Жана-Жюля Верна рукописи были выставлены на торги и приобретены муниципалитетом города Нант; в настоящее время обе они хранятся в фондах городской библиотеки. Первая полная публикация книги, выполненная на основе второй из указанных Жаном Жюлем-Верном рукописей, состоялась в 1991 году. В это издание включены замечания, сформулированные Этцелем.

## Сюжет

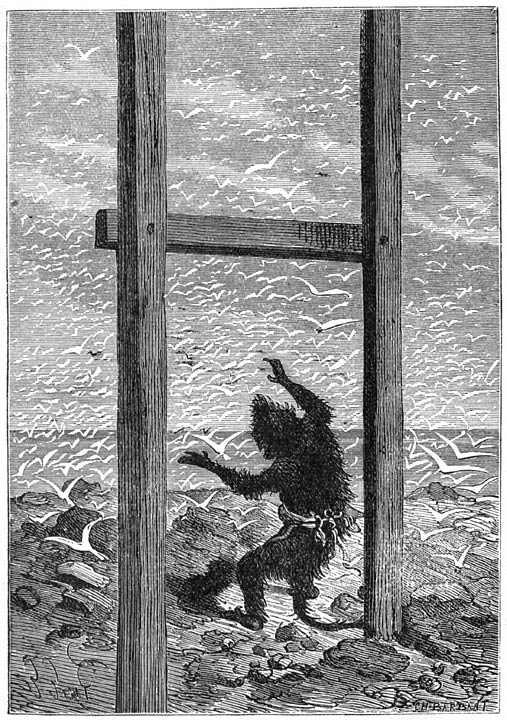
Орангутан Юп. Этот персонаж переходит из «Дядюшки Робинзона» в роман «Таинственный остров».

Как указывает литературовед Кристиан Робен, подготовивший к изданию рукопись, речь идет о первом из романов Верна, где на первом плане оказываются дети . Действие отнесено к 1861 году. На парусном судне «Ванкувер», направляющемся по Тихому океану к побережью США, вспыхивает бунт. Пассажиры судна — госпожа Клифтон и её дети, Марк (17 лет), Роберт (12 лет), Джек (8 лет) и Белл (4 года) — спасаются в шлюпке и высаживаются на необитаемом острове; вместе с ними плывет матрос-пикардиец Флип, которого они поначалу окрестили «папашей Флипом». Семья питается кокосами, водорослями и моллюсками; на острове немало дичи, но герои не в состоянии добыть огонь, чтобы приготовить ее. Позже к колонистам присоединяется инженер Гарри Клифтон, которого мятежники долгое время удерживали на судне. Теперь, после возвращения отца, детям уже нет оснований именовать доброго и самоотверженного Флипа папашей; здесь-то (в конце пятнадцатой главы романа) и рождается добродушное прозвище «дядюшка Робинзон». Герои придумывают хитроумный способ добыть огонь и наконец-то вкушают мясную пищу, а затем обустраивают свое жилище. Последняя из написанных Верном глав (двадцать четвертая по счету) завершается намеком на то, что остров обитаем…

## Литературные источники
Главным литературным источником книги является не роман Дефо, но «Швейцарский Робинзон» Висса. Жюль Верн неоднократно ссылается на эту книгу и указывает, что его герои проявили куда больше стойкости и изобретательности, чем их швейцарские предшественники:
«Автор этой выдуманной истории предоставил в распоряжение несчастных, потерпевших кораблекрушение, все природные и материальные блага. Он подобрал им особенный остров, где никогда не бывает суровых зим. Ежедневно они натыкались, не затрачивая никаких усилий, на необходимое им животное или растение. У них имелись инструменты, оружие, порох, одежда, а также корова, овцы, осел, свинья, куры. На корабле, наскочившем на риф, в изобилии было досок, металлических предметов, зерна. Нет! Швейцарские робинзоны по сравнению с Клифтонами были просто миллионерами!»
.
Кроме того, Кристиан Робен усматривает в этом романе влияние руссоизма.

## Русский перевод
Первый русский перевод романа был выполнен С. Пьянковой и О. Ивановой и опубликован в 2001 г. издательством «Ладомир».

## Интересные факты
В 2021 году современный французский писатель Давид Пети-Кениве выпустил продолжение романа (под названием «Дядюшка Робинзон. Часть вторая»).